# La Bande originale
La Bande originale est une émission française de radio de divertissement présentée par Nagui et Leïla Kaddour-Boudadi, diffusée sur France Inter quotidiennement de 11 h à 12 h 30 depuis août 2014.

## Historique
L'émission est créée en août 2014, prenant la suite de On va tous y passer d'André Manoukian, qui en avait assuré l'intérim après le départ de Frédéric Lopez. Durant la première saison, afin que Nagui ne soit pas simultanément sur France Inter et France 2, les dernières minutes de l'émission sont animées par Chris Esquerre.
En avril 2017, l'émission bat un record d'audience depuis 13 ans : 1 852 000 auditeurs. En janvier 2018, les résultats d'audience donnent une très forte progression pour Nagui et sa Bande originale : avec 1 707 000 auditeurs en moyenne.

## Polémiques

### Pierre-Emmanuel Barré
Le 26 avril 2017, dans l'entre-deux-tours de l'élection présidentielle de 2017 qui oppose Emmanuel Macron à Marine Le Pen, France Inter refuse de diffuser la chronique hebdomadaire de Pierre-Emmanuel Barré, où il déclare notamment : « Vous pensiez vraiment que j'allais vous dire que j'allais voter Macron ? Eh ben non, je n'aime pas son programme, je ne vote pas pour lui, c'est tout, c'est ça, c'est la démocratie. Et non, ce n'est pas parce que je ne vote pas Macron que je soutiens le Front national ». L'animateur Nagui justifie le refus de la chaîne ainsi : « Il n'y a pas de censure sur France Inter. Mais, nous vivons des semaines qui ne sont pas tout à fait anodines. Pierre-Emmanuel Barré est écouté par les jeunes, il a un pouvoir d'influence ». L'humoriste, s'estimant au contraire victime de censure, démissionne de France Inter,.

### Florence Mendez
En novembre 2022, la chroniqueuse Florence Mendez déclare avoir été « victime de harcèlement » de la part d'une collaboratrice de l'émission. Selon les informations du Parisien, il semble que Leïla Kaddour-Boudadi soit la personne décrite par Florence Mendez. Florence Mendez confirmera cette information par la suite dans une interview donnée au magazine Moustique.